# Maître des requêtes

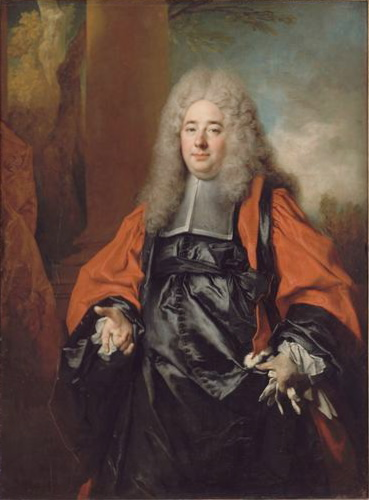
Louis-Urbain Le Peletier, Maître des requêtes, Nicolas de Largillière (1656–1746)
Pałac wersalski

Maître des requêtes – urząd francuski. Jego kompetencje ulegały zmianom i wiązały się z przedkładaniem innemu organowi skarg.
W języku polskim nie ma utrwalonego tłumaczenia i pojawia się w zapisie oryginalnym, jako „mistrz skarg” lub „referent”.

## Średniowiecze
Urząd ukształtował się w średniowiecznej Francji, w związku z działalnością sądów królewskich.
Początkowo była to nazwa nieformalna, a nie rzeczywisty urząd. Królowie francuscy okazjonalnie uczestniczyli osobiście w publicznym rozsądzaniu spraw (Plaids de la Porte). Instytucja maître rozwinęła się z królewskich przybocznych, którzy zawsze mu towarzyszyli i nazywani byli poursuivants du roi.
Za rządów Filipa III utrwaliła się nowa nazwa dla tego sądu (chambre des Requêtes), a przyboczni zostali nazwani maîtres des requêtes de l’hôtel, jako że mieli przedkładać królowi skargi obywateli.
Za rządów Filipa IV sądy te zaczęły obradować pod nieobecność króla i w jego imieniu. Od ok. 1300 r. Maîtres zaczęli samodzielnie pełnić funkcje sędziów. Ordonans z 1346 ograniczył znacząco kompetencje sądów skarg i maîtres. Mistrzów miało być 5, a ich kompetencje sądowe ograniczały się do sporów w ramach dworu królewskiego oraz skarg na królewskich urzędników.
Był to tytuł bardzo prestiżowy, który sprawować mogli tylko najlepsi sędziowie wybierani z paryskiego parlamentu.

## Współczesność
Od XIX w. jest to nazwa urzędu sądowo-administracyjnego sprawowanego przez członków Rady Stanu. Współcześnie Maître des requêtes stoją wyżej niż audytorzy (auditeurs), a niżej niż radcy stanu (conseillers d'Etat).